# Werther (Renania Settentrionale-Vestfalia)
Werther (ufficialmente Werther (Westf.),, abbreviazione di Werther (Westfalen), letteralmente "Werther (Vestfalia)") è una città di 11 108 abitanti della Renania Settentrionale-Vestfalia, in Germania.
Appartiene al circondario (Kreis) di Gütersloh (targa GT).